# 镜浦台站
镜浦台站（：／ Gyeongpodae yeok */?）曾經为韩国铁路岭东线上的一座鐵路站，位于江原道江陵市鏡浦洞，已于1979年废止。

## 历史
- 1962年11月6日，落成使用[1]。
- 1979年3月1日，停止使用[2]。